# والنتین اوریونا
والنتین اوریونا (اسپانیایی: Valentín Uriona‎; ۲۹ اوت ۱۹۴۰ – ۳۰ ژوئیهٔ ۱۹۶۷) دوچرخه‌سوار اهل اسپانیا بود.